# مكبر متعدد المراحل
مكبرالصوت متعدد المراحل هو مضخم إلكتروني يتكون من مضخمين أو أكثر من مضخمات أحادية المرحلة متصلة ببعضها البعض. في هذا الإطار، تعد المرحلة الواحدة مضخمًا يحتوي على ترانزستور واحد فقط (في بعض الأحيان زوج من الترانزستورات) أو أي جهاز نشط آخر. السبب الأكثر شيوعًا لاستخدام مراحل متعددة هو زيادة كسب مكبر الصوت في التطبيقات التي تكون فيها إشارة الإدخال صغيرة جدًا، على سبيل المثال مستقبلات الراديو. في هذه التطبيقات، لا يكون لمرحلة واحدة مكاسب كافية في حد ذاتها. في بعض التصاميم بالإمكان الحصول على المزيد من القيم المرغوبة أكثر من المتغيرات الأخرى مثل مقاومة المدخلات ومقاومة المخرجات.

## مخططات الربط
أبسط مخطط ربط وأكثره انتشاراً هو ربط توالي لمراحل متطابقة أو متشابهة تشكل مضخمًا متوالياً في ربط على التوالي،يتم توصيل منفذ الإخراج لمرحلة واحدة بمنفذ الإدخال في المرحلة التالية. إجمالاً، المراحل الأحادية هي ترانزستور ثنائي القطب في تصنيف الباعث المشترك أو ترانزستورات ذات تأثير ميداني في تصنيف القاعدة المشترك. هناك بعض التطبيقات التي يفضل فيها أن تكون التكوين الأساسي المشترك. يتميز تصنيف القاعدة المشترك أن له كسب جهد عال لكن بدون كسب في التيار، يستخدم التصنيف المشترك في أجهزة التلفاز والراديو لأن مقاومته المنخفضة للإدخال تكون أكثر سهولة في التوافق مع الهوائيات من الباعث المشترك. في مكبرات الصوت التي لها مدخلات تفاضلية تتطلب إخراج إشارة تفاضلية، يشترط أن تكون المراحل مضخمات تفاضلية مثل الأزواج طويلة الذيل. تحتوي هذه المراحل على اثنين من الترانزستورات للتعامل مع الإشارات التفاضلية. تتجاوز خصائص إمكانية استخدام مخططات أكثر تعقيدًا مع مراحل مختلفة لها مكونات مختلفة لتكوين مكبر للصوت تتجاوز خصائص المرحلة الواحدة للعديد من المتغيرات المختلفة نحو الكسب، ومقاومة الإدخال، ومقاومة الإخراج، والمرحلة النهائية يمكن أن تكون نوع الجامع المشترك ليكون بمثابة مكبر للصوت العازل. مرحلة الجامع المشترك هذه لا تحتوي على كسب جهد لكن يوجد كسب تيار عال، ومقاومة إخراج منخفضة. لذا يمكن للحمل سحب تيار عال دون التأثير على أداء مكبر الصوت. يُعثر أحيانًا على الربط على التوالي (مرحلة الباعث المشترك ومرحلة القاعدة المشتركة) ويكون عادةً لمضخات الطاقة الصوتية إخراج دفع سحب باعتبارها مرحلة نهائية.
تجعل إمكانية تطبيق استجابة رد الفعل السلبية على مكبر الصوت. كسب الجهد يقل ولكن له العديد من التأثيرات المرغوبة. تزداد مقاومة الإدخال وتقل مقاومة الإخراج، ويزداد عرض النطاق الترددي.

## المكسب العام
التشابك في حساب كسب المراحل المتتالية هو ربط غير نموذجي بين المراحل بسبب الحمل. تعرض مرحلتين متتالين من الباعث المشترك. وبالنظر لكون مقاومة الإدخال في المرحلة الثانية تشكل مقسمًا للجهد مع مقاومة خرج المرحلة الأولى، فإن الكسب الإجمالي ليس ناتجًا عن المراحل الفردية (المنفصلة).
المكسب العام لمكبر الصوت متعدد المراحل هو نتاج ضرب الكسب لكل المراحل الفردية (تجاهل تأثيرات الحمل المحتمل)
الكسب
A=A1*A2*A3*…..An
بالتعاقب، إذا جرى التعبير عن كسب كل مرحلة من مراحل مكبر الصوت بالديسيبل، فإن الكسب الكلي هو مجموع الكسب لكل المراحل الفردية.
الكسب
A=A1+A2+A3+…..An
الارتباط بين المراحل
يوجد عدد من الخيارات لطريقة ارتباط مراحل مكبر الصوت معاً. في مكبر الصوت المباشر. الذي يوحيه الاسم، توصل المراحل عن طريق موصلات بسيطة بين خرج مرحلة واحدة وإدخال المرحلة الثانية. وهذا ضروري حيث يكون مكبر الصوت مطلوبًا للعمل في التيار المستمر مثلما هو الحال في مضخمات الأجهزة. لكن له عدة عيوب.